# Свеннборг (коммуна)
Свеннборг (дат. Svendborg Kommune) — датская коммуна в составе области Южная Дания. Площадь — 416,63 км², что составляет 0,97 % от площади Дании без Гренландии и Фарерских островов. Численность населения на 1 января 2008 года — 59040 чел. (мужчины — 29242, женщины — 29798; иностранные граждане — 2141).
Является членом движения «Медленный город» (итал. Cittaslow). Считается историческим центром кораблестроения в Дании, который был основан в 1253 году.

## История
Коммуна была образована в 2007 году из следующих коммун:
- Эгебьерг (Egebjerg)
- Гудме (Gudme)
- Свеннборг (Svendborg)

## Железнодорожные станции
- Стенструп (Stenstrup)
- Стенструп Сюд (Stenstrup Syd)
- Свеннборг (Svendborg)
- Свеннборг Вест (Svendborg Vest)

## Изображения

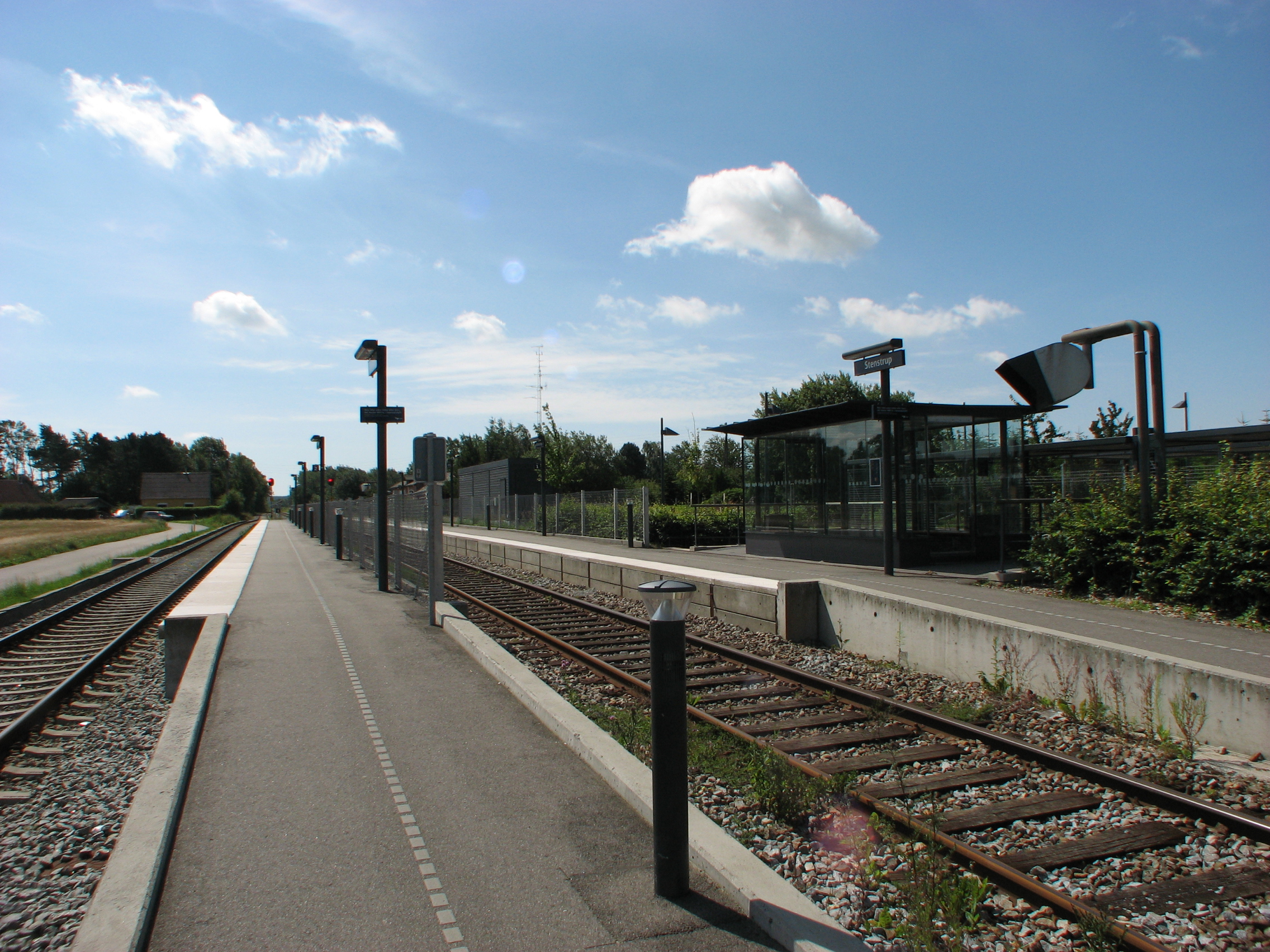
Стенструп
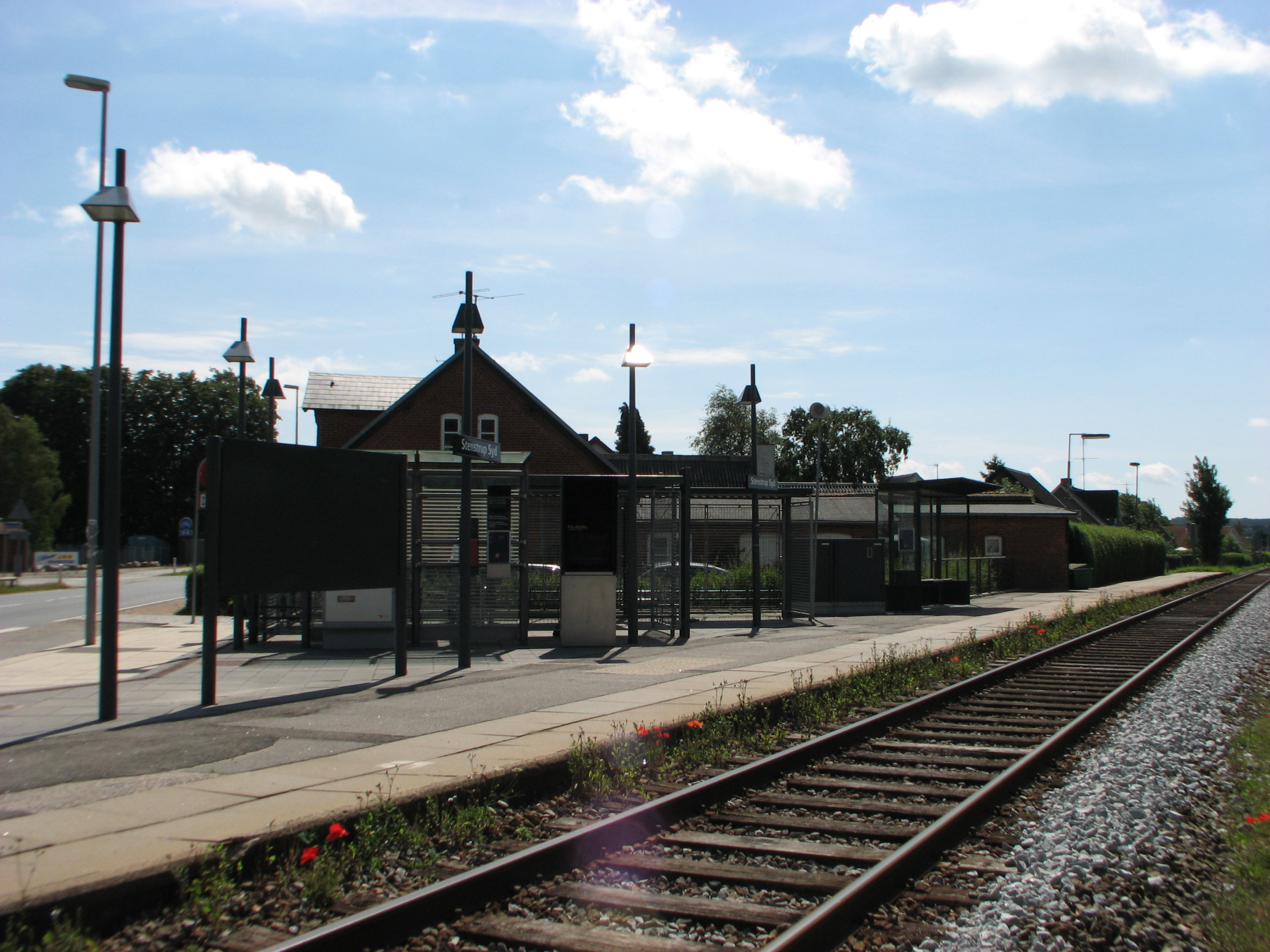
Стенструп Сюд
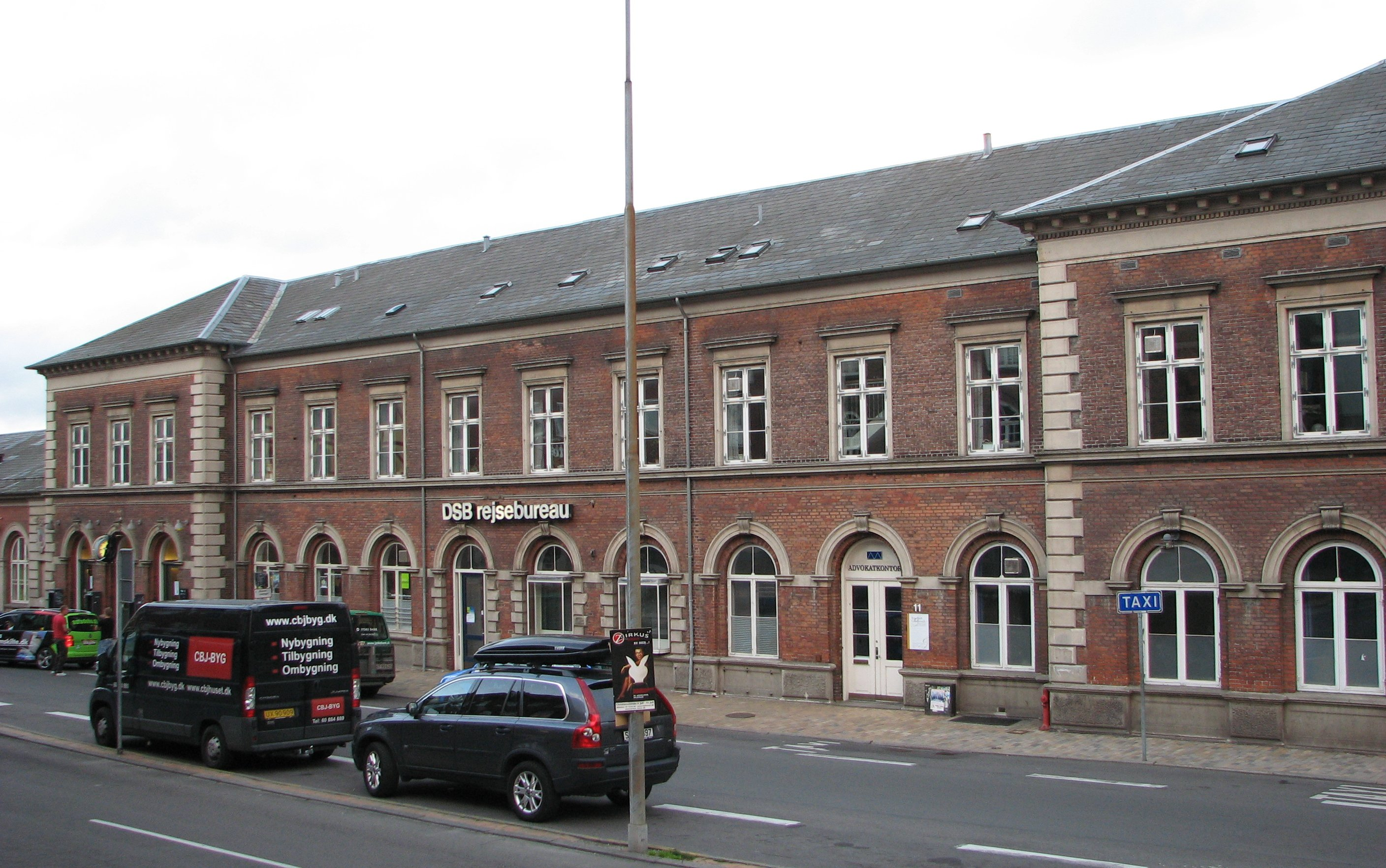
Свеннборг
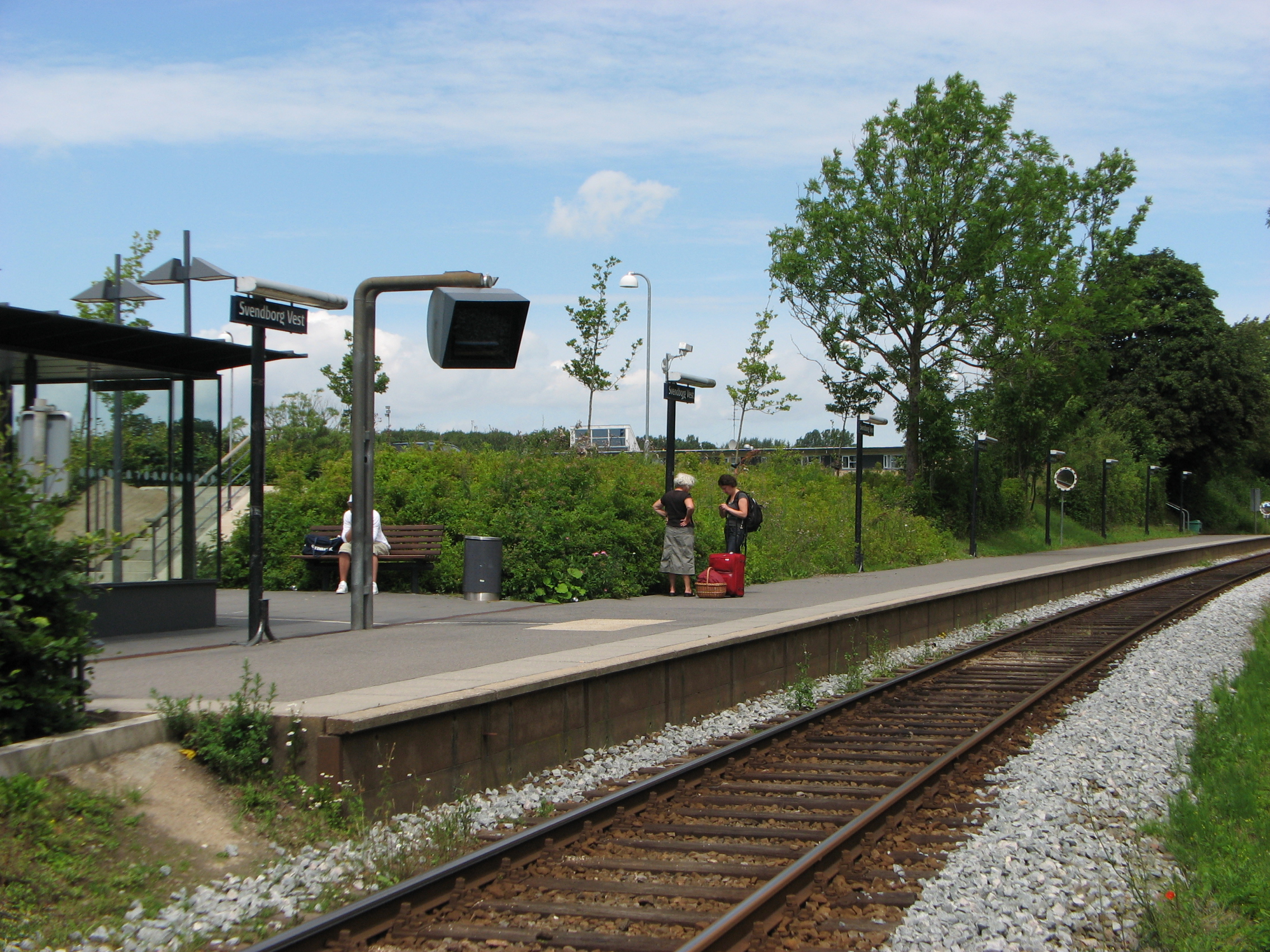
Свеннборг Вест